# قناة الأثر
قناة الأثر هي قناة تلفزيونية اجتماعية، ثقافية، شرعية، تستمد منهجها وعقيدتها من الكتاب والسنة بفهم سلف الأمة.
القناة تبث على قمر نايل سات، أنشأها الدكتور صادق البيضاني ، ومقرّها بالسعودية وتبثّ من الأردن ولها فروع بمصر والبحرين واليمن.